# Římskokatolická farnost Lodhéřov
Římskokatolická farnost Lodhéřov je zaniklým územním společenstvím římských katolíků v rámci jindřichohradeckého vikariátu českobudějovické diecéze. Farnost zanikla 31. prosince 2019, jejím právním nástupcem je od počátku roku 2020 proboštství v Jindřichově Hradci.

## O farnosti

### Historie
Vesnici založil zřejmě Řád německých rytířů, který měl komendu v nedalekém Jindřichově Hradci. Plebánie je zde zmíněna v roce 1297 či 1298. Přestože ves náležela pánům z Hradce, podací právo ke kostelu měli němečtí rytíři, kteří během husitských bouřích Lodhéřov opustili. Prezentační právo přešlo na pány z Hradce a v letech 1594–1773 na jindřichohradecké jezuity. K obnovení farnosti došlo v roce 1628 či 1647, nejstarší matriční knihy jsou z roku 1651.
Farnost byla v letech 1940–1945 nuceně spravována z diecéze St. Pölten, po druhé světové válce byla navrácena Českobudějovické diecézi.

### Současnost
Od července 2010 byl administrátorem excurrendo farnosti R. D. Václav Habart, po něm v letech 2012–2016 R. D. Ivo Valášek, jeho nástupcem se stal R. D. Ivo Prokop.
| Kostel                       | Místo    | Bohoslužba             | Bohoslužba             | Poznámka                      |
| ---------------------------- | -------- | ---------------------- | ---------------------- | ----------------------------- |
| Kostel svatého Petra a Pavla | Lodhéřov | neslouží se pravidelně | neslouží se pravidelně | filiální, bývalý farní kostel |
| Kaple                        | Najdek   | neslouží se pravidelně | neslouží se pravidelně | obecní kaple                  |